# 1868 Thersites
1868 Thersites este un asteroid descoperit pe 24 septembrie 1960 de PLS.